# Ilijas Pašić
Ilijas Pašić (Herceg Novi, 10 de maio de 1934) é um ex-futebolista e treinador iugoslavo que atuava como atacante.

## Carreira
Ilijas Pašić fez parte do elenco da Seleção Iugoslava de Futebol, na Copa do Mundo de  1958.